# Sancha de León
Sancha Alfónsez de León (vers 1018 – 8 novembre 1067) est une reine de León.

## Biographie
Sancha est la fille d'Alphonse V de León par sa première femme, Elvira Menéndez. Elle devient l’abbesse laïque du monastère de San Pelayo.
En 1029, un mariage est arrangé entre elle et le comte García Sánchez de Castille. Cependant, après être venu au Léon pour le mariage, García est assassiné à son retour dans son royaume par un groupe de vassaux mécontents. En 1032, Sancha est remariée au neveu et successeur de García, Ferdinand Ier de León et de Castille, qui est alors âgé de onze ans.
Lors de la bataille de Tamarón en 1037, Ferdinand tue le frère de Sancha, Bermude III de León, faisant de Sancha l'héritière du royaume et permettant à Ferdinand d'être lui-même couronné roi de León.
Catholique fervente, elle a, avec son mari, commandé le crucifix qui porte leur nom, comme un cadeau pour la basilique Saint-Isidore.

## Descendance
Sancha a cinq enfants :
- Urraque de Zamora[8] ;
- Sanche II de León et de Castille[9] ;
- Elvira de Toro[9] ;
- Alphonse VI de León et de Castille[9] ;
- García II de Galice[9].

## Mort et enterrement

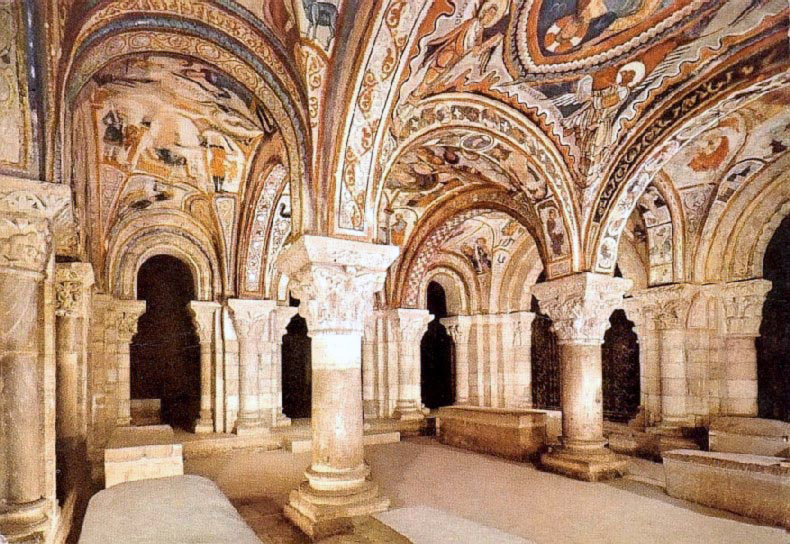
panthéon royal de la basilique de Saint-Isidore, où elle fût inhumée.

Elle décède dans la ville de León, le 8 novembre 1067. Elle est alors inhumée dans le panthéon royal de la basilique de Saint-Isidore, avec ses parents, son frère, son mari et trois de ses enfants Elvira, Urraca et García.
L'inscription latine suivante est sculptée sur la tombe dans laquelle sont déposés les restes de la Reine Sancha : « H. R. SANCIA REGINA TOTIUS HISPANIAE, MAGNI REGIS FERDINANDI UXOR. FILIA REGIS ADEFONSI, QUI POPULAVIT LEGIONEM POS DESTRUCTIONEM ALMANZOR. OBIIT ÈRE MCVIII. III, N. M. » Ce qui se traduit par : « C'est là que réside Sancha, Reine de Toute l'Espagne, épouse du grand roi Ferdinand et fille du roi Alphonse, qui ont peuplé le León après la destruction d'Almanzor. Tombe consacrée le 3 novembre 1108. »